# Golf (bilard)
Golf to mało popularna odmiana bilardu, rozgrywana na stole do ósemki. Jest ona zaliczana do bilardów amerykańskich.

## Zasady gry
W grze uczestniczą trzej gracze, którzy posiadają numery 1, 2 oraz 3.
W kolejności zgodnej ze swoją numeracją podchodzą do stołu, ustawiają białą bilę na polu startowym (jeśli to pierwsze podejście zawodnika, ustawia on bilę ze swym numerem w górze trójkąta). Gracz stara się wbić swą bilę do łuzy nr 1, po wbiciu wyciąga ją i z powrotem ustawia na stole. Następnie stara się ją wbić do łuzy nr 2 i do kolejnych łuz. Jeżeli uda mu się wbić białą do wszystkich sześciu łuz, wygrywa on.
Po wbiciu swej bili do błędnej łuzy (nie kolejnej) lub nie wbiciu bili do żadnej łuzy gracz odchodzi od stołu, a podchodzi do niego zawodnik z kolejnym numerem.
Istnieje również inna gra bilardowa o tej samej nazwie. Gra składa się z osiemnastu "dołków". Przed rozpoczęciem gry ustala się jak wygląda ustawienie bil przy każdym dołku (dwie do czterech bil w określonym miejscu trójkąta, biała na startowym). Na "dołek" składa się tyle tur ilu jest graczy. Gracze podchodzą kolejno do stołu. W swej turze gracz ma za zadanie wbić wszystkie kolorowe bile bez faulu w siedmiu ruchach, jeśli uda mu się – otrzymuje liczbę punktów równoważną liczbie uderzeń, jeśli nie – otrzymuje 8 pkt. Wygrywa gracz, który po osiemnastu "dołkach" zdobędzie minimalną liczbę punktów.